# Indianermynte
Indianermynte (Agastache foeniculum) er en flerårig plante i Anisisop-slægten. Planten er hjemmehørende i en stor dele af det nordlige Centralamerika og Nordamerika, især i de store prærier, og kan også findes i dele af Canada. Planten er tolerant over for tørke, og tiltrækker kolibrier og sommerfugle, som gør den til et attraktivt valg for gartnere. 
Indianermynten er i samme familie som isop, men de er ikke nært forbundet. Isop (Hyssopus) er en slægt af omkring 10-12 arter af urteagtige eller halv-træagtige planter, som kommer fra det østlige Middelhavn til Centralasien.
Den vokser til at blive imellem 0,61 m til 1,2 m høj og 0,1-0,3 m bred. Bladene har en oval, tandet form med en hvid nuance nedenunder, mens blomsterne sidder i en hvirvel. Planten blomstrer fra juni til september, hvor den har lyse lavendelblomster, der bliver mere farverige nær spidsen. Blomsterne producerer ikke nogen duft.
Indianermynten blev anvendt medicinsk af amerikanske stammefolk imod hoste, feber, sår og diarré. De bløde anis-duftende blade anvendes som et krydderi, som te, og kan smuldres i salat.